# Ann-Britt Leyman
Ann-Britt Leymann (née le 10 juin 1922 à Stenungsund et morte le 5 janvier 2013  à Göteborg) est une athlète suédoise spécialiste du sprint et du saut en longueur. Licencié au Kv. CIK Sport, elle mesure 1,68 m pour 64 kg.

## Carrière

### Palmarès
| Date | Compétition           | Lieu    | Résultat | Épreuve          | Performance |
| ---- | --------------------- | ------- | -------- | ---------------- | ----------- |
| 1946 | Championnats d'Europe | Oslo    | 4e       | 100 mètres       | 12 s 2      |
| 1946 | Championnats d'Europe | Oslo    | 6e       | 200 mètres       | 26 s 2      |
| 1948 | Jeux olympiques d'été | Londres | 3e       | Saut en longueur | 5,57 m      |

### Records
| Épreuve          | Performance | Lieu    | Date |
| ---------------- | ----------- | ------- | ---- |
| 200 mètres       | 25 s 8      |         | 1946 |
| Saut en longueur | 5,58 m      | Londres | 1948 |